# Cistrières
Cistrières ist eine französische Gemeinde mit 128 Einwohnern (Stand: 1. Januar 2022) im Département Haute-Loire in der Region Auvergne-Rhône-Alpes (vor 2016 Auvergne). Sie gehört zum Arrondissement Brioude sowie zum Kanton Plateau du Haut-Velay granitique. 

## Geographie
Cistrières liegt etwa 39 Kilometer nordwestlich von Le Puy-en-Velay in der Naturlandschaft Emblavès (auch Emblavez geschrieben).

### Nachbargemeinden
Umgeben wird Cistrières von den Nachbargemeinden Saint-Alyre-d’Arlanc im Norden, La Chapelle-Geneste im Osten und Nordosten, Connangles im Osten und Südosten, Berbezit im Süden, Saint-Didier-sur-Doulon im Westen und Südwesten sowie Laval-sur-Doulon im Nordwesten.

## Bevölkerungsentwicklung
| Jahr                       | 1962 | 1968 | 1975 | 1982 | 1990 | 1999 | 2006 | 2011 | 2017 |
| Einwohner                  | 400  | 312  | 257  | 202  | 160  | 139  | 141  | 137  | 140  |
| Quellen: Cassini und INSEE |      |      |      |      |      |      |      |      |      |

## Sehenswürdigkeiten
- Kirche Saint-Pierre, seit 1926 Monument historique

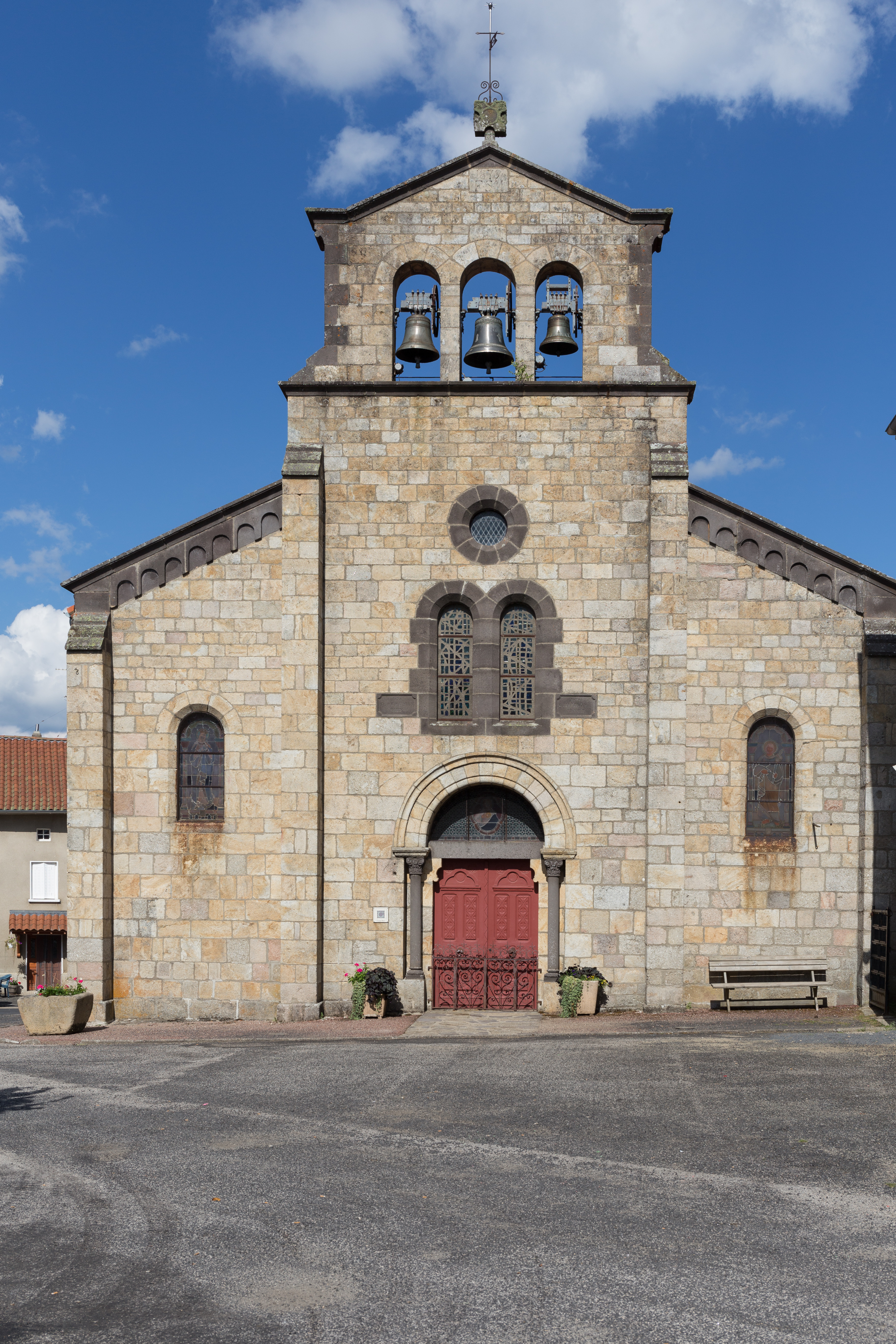
Kirche Saint-Pierre

## Persönlichkeiten
- Jules Girard (1863–1950), römisch-katholischer Geistlicher